# آنتونی گائودی
آنتونی گائودی ای کُرنت (به اسپانیایی: Antoni Gaudí i Cornet) (۲۵ ژوئن ۱۸۵۲ - ۷ ژوئن ۱۹۲۶) معمار اسپانیایی از بزرگ‌ترین معماران دو قرن اخیر شناخته می‌شود. عمدهٔ شهرت او به خاطر سبک منحصر به فرد و غریب و بسیار شخصی آثارش در شهر بارسلون است.

## زندگی

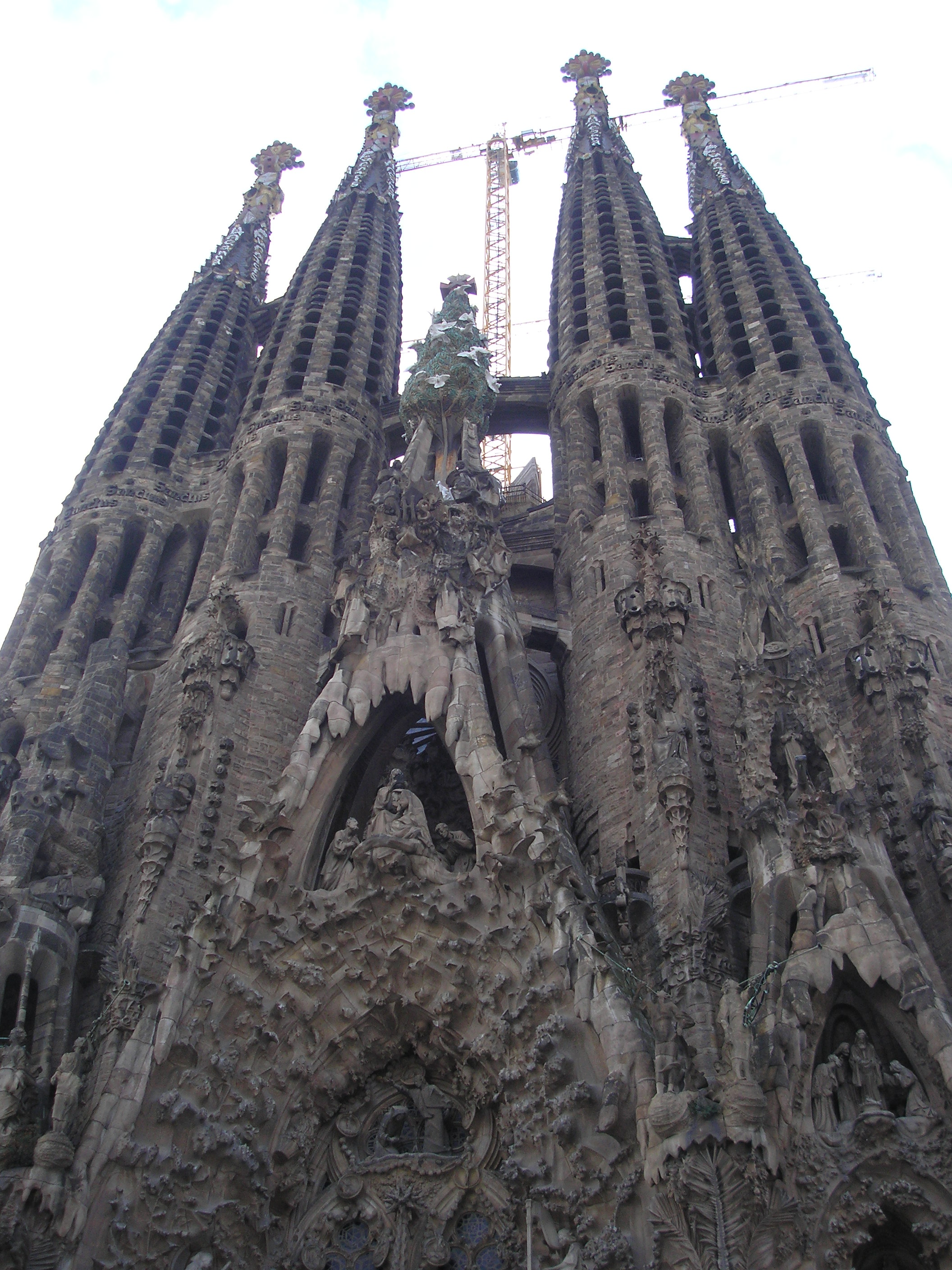
نمای «تولد مسیح» از ساگرادا فامیلیا

### تولد، کودکی و تحصیل
گائودی در منطقهٔ تاراگونیا از ایالت کاتالونیا به دنیا آمد. پدر، پدربزرگ و پدرجدش و همین‌طور خانوادهٔ مادرش، همه مسگر بودند. او تحصیلات دبیرستان را در سال ۱۸۷۰ در مدرسهٔ «پیاریست» در رِئوس به پایان رساند و سپس به «مدرسهٔ معماری» بارسلون رفت. خلق خوی پرهیجان و استعداد سرشار او سبب پیشرفت سریع او شد، چنان‌که سالوادور تاراگوی محقق در مورد او می‌گوید «همیشه تعلق خود به دیگ و تابه‌سازان مهم می‌شمرد، و بارها گفت که توانایی‌اش در دیدن اشکال در فضا و عدم نیاز به رسم نقشهٔ آنها از همین پیشینه ناشی می‌شود.» گائودی در دو سال آخر تحصیل در پروژه‌های متنوعی با معماران بزرگی از جمله فرانسیس دل ویلار و فونتسره (Fontseré) کار کرد و در سال ۱۸۷۸ مدرک معماری خود را دریافت کرد و دفتری در بارسلون باز کرد. در همان سال نقشهٔ نمایشگاه بین‌المللی «ماتارو» در پاریس را تهیه کرد.

### کار حرفه‌ای
Casa Vicens از اولین خانه‌های طراحی شده توسط معمار 'hnd می‌باشد. در سال ۱۸۸۳ گائودی کار روی طرح کلیسای جامع خانوادهٔ مقدس (ساگرادا فامیلیا) در بارسلون را آغاز کرد، کاری که تا پایان عمر دست از آن نکشید. بین سال‌های ۱۸۹۰ تا ۱۸۹۴ به اندلس سفر کرد و بناهایی در این منطقه ساخت که تأثیری عمیق بر بافت معماری شهرهایی چون لئون و آستوریا گذاشت.
اولین جایزهٔ تالار اجتماعات شهری بارسلون، در سوم سپتامبر ۱۹۰۱ برای عمارت کاسا کالوِت به گائودی اهدا شد. همچنین در ۱۹۱۰ در نمایشگاه هنرهای زیبای پاریس موفقیت فراوانی به دست آورد. یک سال بعد با ابتلا به تب مالت وضع مزاجی وی تحلیل رفت و به شدت مریض شد، و برایش مراسم «ویاتیکوم» (مراسم «نان و شرابی» که بعضی فرقه‌های کاتولیک برای اشخاص در حال مرگ انجام می‌دهند) اجرا کردند. با این وجود گائودی زنده ماند، و بیشتر وقتش را صرف اتمام طرح کلیسای خانوادهٔ مقدس کرد، هرچند با شروع جنگ جهانی اول اوضاع اقتصادی بارسلون نامساعد شد و اجرای طرح‌های گائودی نیز متوقف گشت.

### زندگی شخصی
گائودی زندگی‌اش را وقف حرفه‌اش معماری کرد و تا پایان عمر مجرد ماند. گفته می‌شود آنتونی یک‌بار در سال ۱۸۸۴ مجذوب معلمی به نام جوزفا موره شد، ولی این علاقه یک‌طرفه بود.

### مرگ
او در دوم ژوئن ۱۹۲۶ بر اثر برخورد با تراموا راهی بیمارستان شد و پنج روز بعد جان باخت. گائودی در سرداب کلیسای ساگرادا فامیلیا به خاک سپرده شد.

### برخی از افتخارات وی
برنده اولین جایزه تالار اجتماعات شهری بارسلون، در سوم سپتامبر ۱۹۰۱ برای عمارت کاسا کالوِت
برنده جایزه طراحی مبلمان خیابانها و مسیرهای شهری در بارسلون

## آثار

### کلیسای جامع ساگرادا فامیلیا

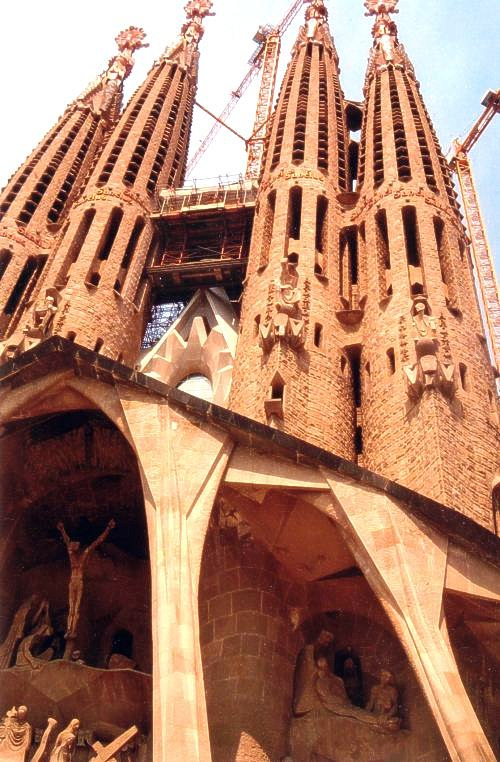
در امید ساگرادا فامیلیا

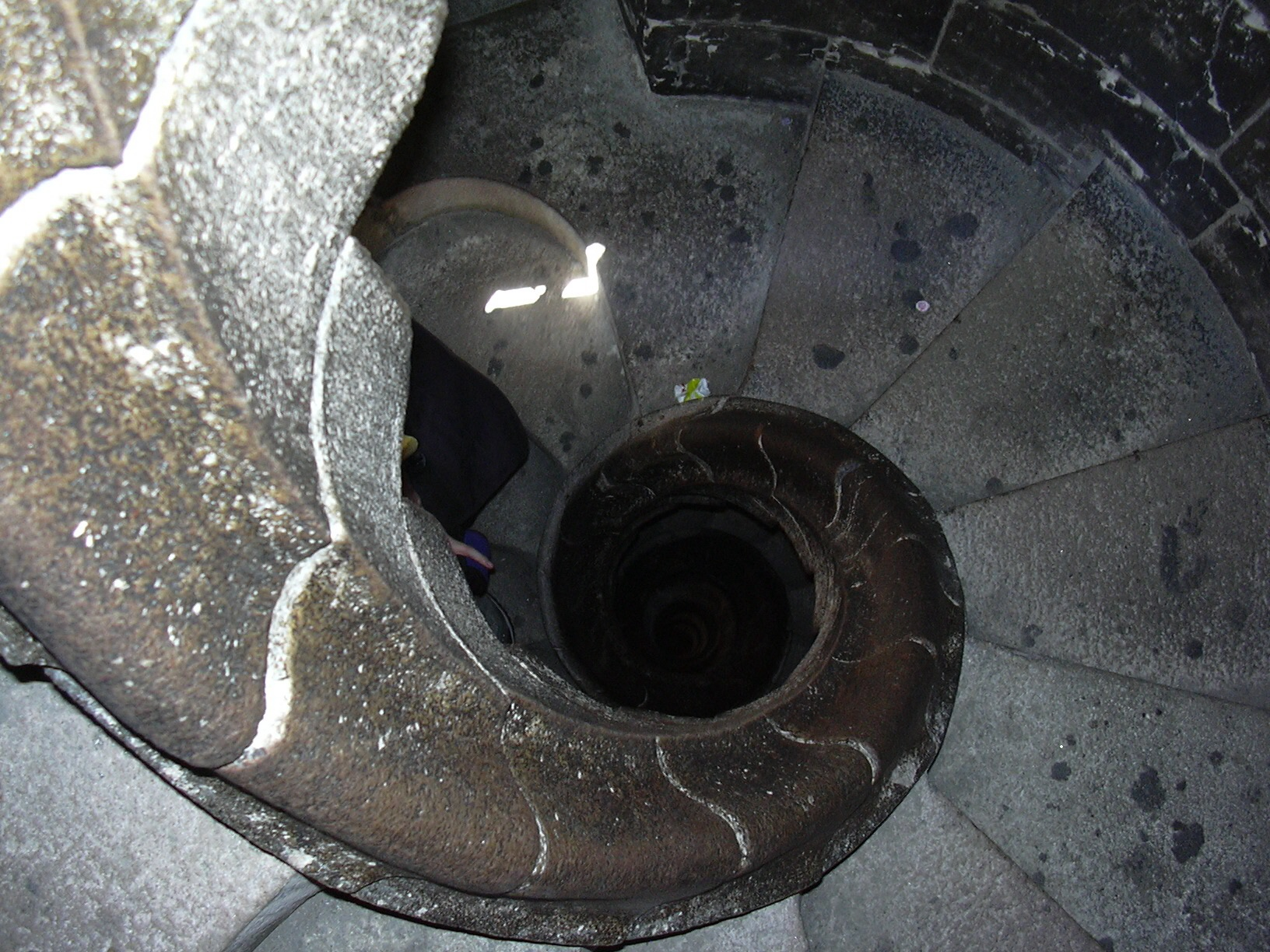
راه‌پلهٔ یکی از برج‌های نمای تولد مسیح در ساگرادا فامیلیا

کلیسای ساگرادا فامیلیا (خانوادهٔ مقدس) بی‌شک بزرگ‌ترین اثر گائودی است. او کار بر روی این بنا را در سال ۱۸۸۴ آغاز کرد و تا زمان مرگش در ۱۹۲۶ دست از آن برنداشت. ساخت نمای مصائب (Passion Façade) در سال ۱۹۵۲ تحت نظارت سه تن از هم‌دوره‌ای‌های گائودی آغاز شد. نمای تولد مسیح (Nativity Façade) با چهار برج سر به فلک کشیده‌اش چشمگیرترین قست بناست، بیشتر سطح آن با مجسمه‌های بسیاری که تولد و زندگی مسیح را به تصویر می‌کشند پوشیده شده‌است، و یکی از شناخته‌شده‌ترین مناظر بارسلونا در سراسر جهان به‌شمار می‌آید. ارتفاع برج‌های ساگرادا فامیلیا ۱۰۰ متر است و به رغم ساخت ساختمان‌های بلند در این سال‌ها، در افق شهر کاملاً مشخص است. طبق برنامه ساخت و تکمیل این کلیسا تا سال ۲۰۲۶ طول خواهد کشید.
این کلیسا به سفارش اتحادیهٔ روحانی پیروان سان خوزه که مالک آن هستند با هدف ترویج بیشتر مذهب کاتولیک آغاز شد و لئوی هشتم بعدها نیمی از هزینهٔ آن را از محل اعتباراتی که از سراسر جهان جمع‌آوری می‌کرد و به واتیکان می‌پرداخت، تقبل کرد.
در ورودی کلیسا که «در امید» (به اسپانیایی: Puerta de la Esperanza) نام گرفته در سمت چپ نمای تولد مسیح قرار دارد و با تصاویری از خانوادهٔ مقدس تزئین شده‌است و سنگی از کوه مونت‌سرات در بالای آن جا گرفته‌است. «در نیکوکاری» (به اسپانیایی: Puerta de la Caridad) در وسط نما قرار گرفته و با تصاویر گیاهان که نمادی از سرود عشق به خالق است و همچنین با صحنه‌هایی از زندگی مریم مقدس و درخت اجدادی مسیح تزئین شده‌است.

### کاسا باتیو
گائودی کار بر ساختمان خانهٔ خانوادهٔ باتیو که از تولیدکنندگان متمول پارچه بودند را در سال ۱۹۰۴ آغاز کرد و دو سال بعد بازسازی آن را به پایان رساند. در این زمان شهرت و محبوبیت گائودی به اوج رسیده بود و او به عنوان معمار نابغه‌ای که از همهٔ هم‌عصران خود برتر است شناخته می‌شد. این بنا مثال خوبی از طراحی‌های شهری این معمار به دست می‌دهد.
خلاقیت گائودی نه فقط در خود ساختمان، که در طراحی داخلی و اثاثیه و مبلمان آن نیز به چشم می‌خورد و نشان از حساسیت و دقت معمار دارد. مقداری از اثاثیهٔ طبقهٔ اول و اتاق پذیرایی که اکنون دیگر وجود ندارد، در موزهٔ گائودی در پارک گوئل نگهداری می‌شوند.
سرامیک‌های آبی رنگی که دیوارهای داخلی بنا را پوشانده و راه‌پلهٔ خارق‌العاده و همچنین دودکش‌هایی با اشکال بدیع هر بیننده‌ای را به شگفت می‌آورد.
شایان ذکر است که اتاق زیر شیروانی و تراس ساختمان توسط گائودی طراحی به بنا اضافه شدند. این قسمت از بیرون به شکل پشت اژدهایی دیده می‌شود که از فلس پوشید شده و ستون فقراتش از یک برجک به صلیبی پنج‌شاخه منتهی می‌شود.

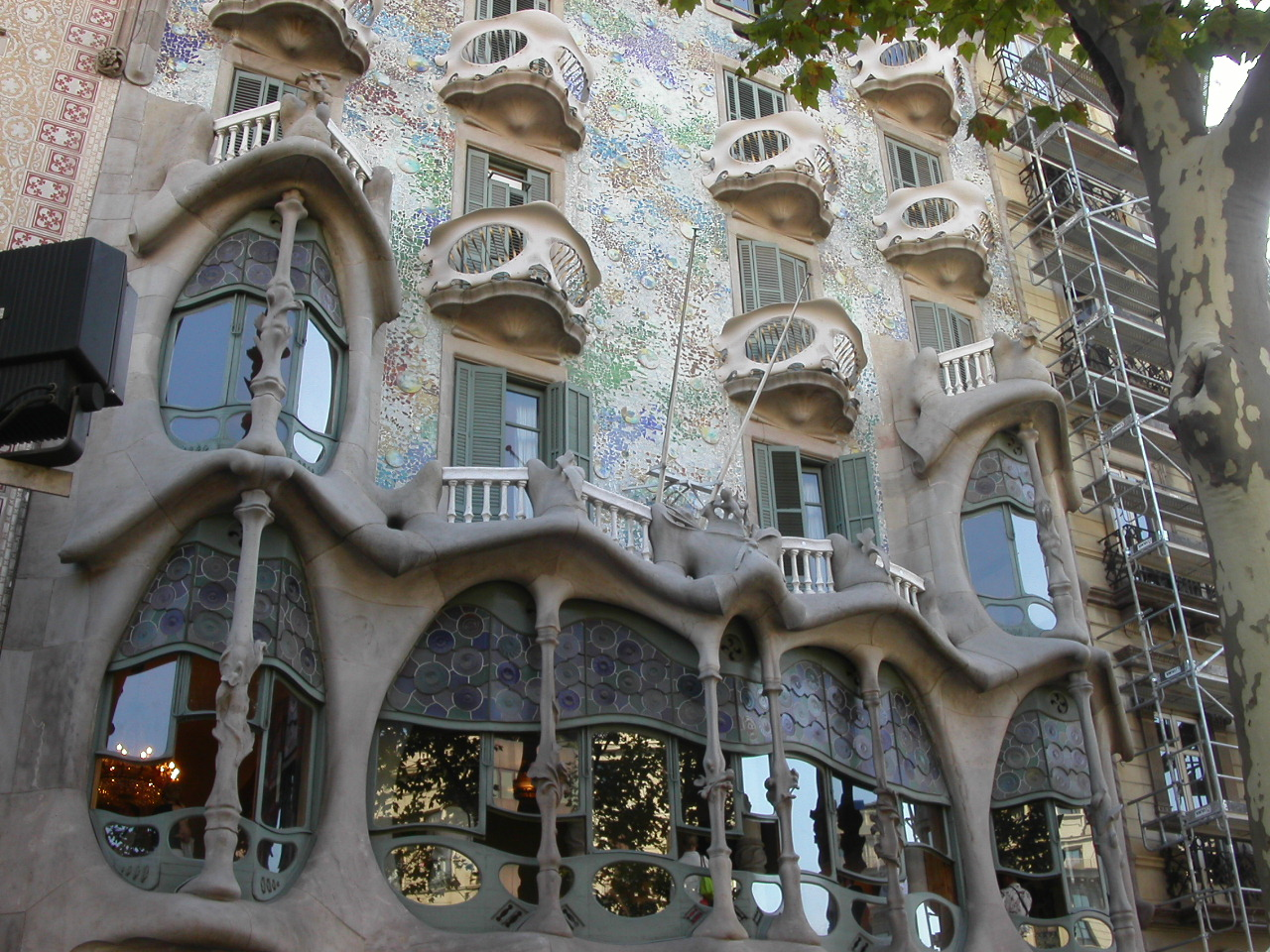
کازا باتیو
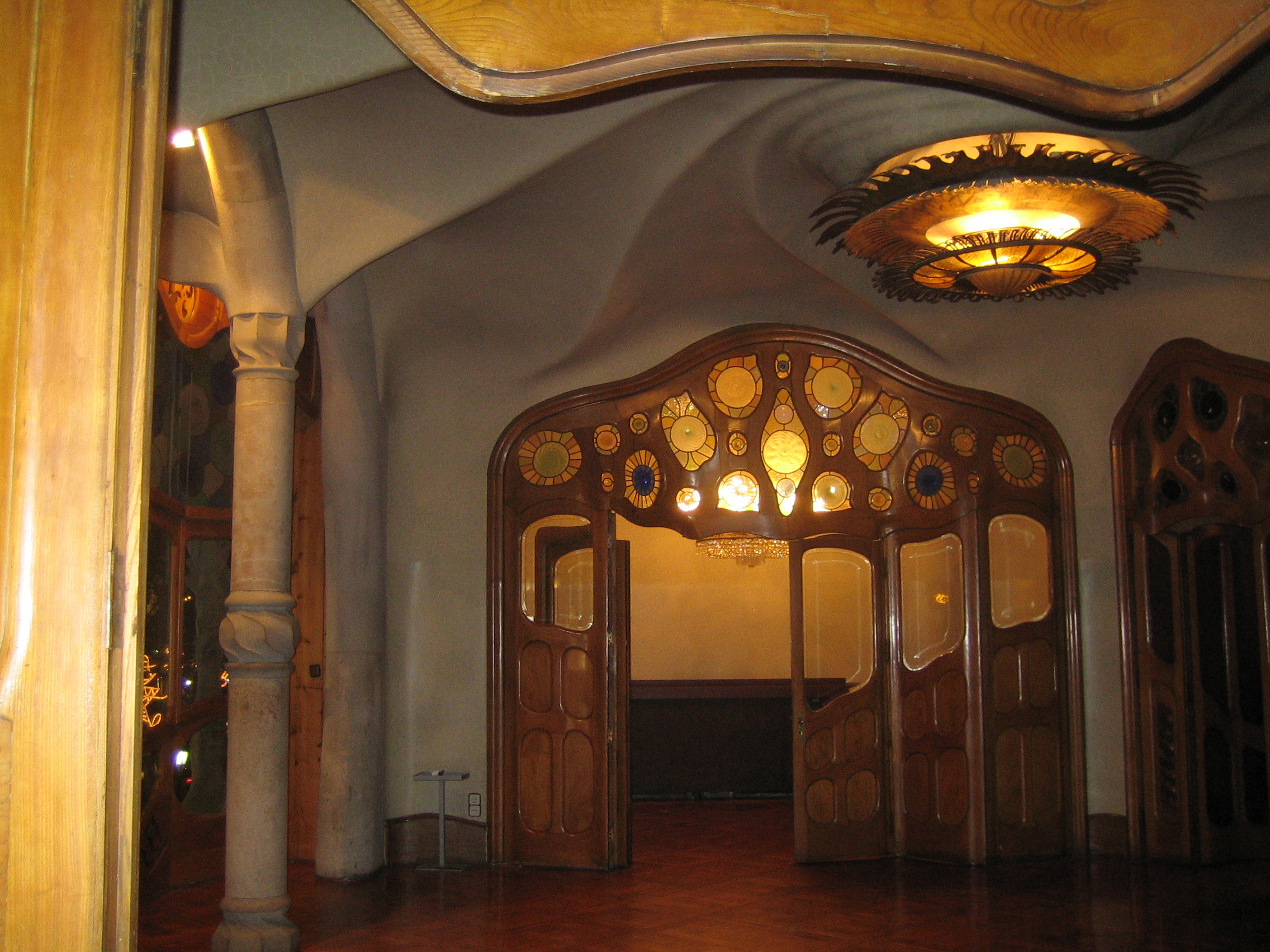
سرسرای کازا باتیو
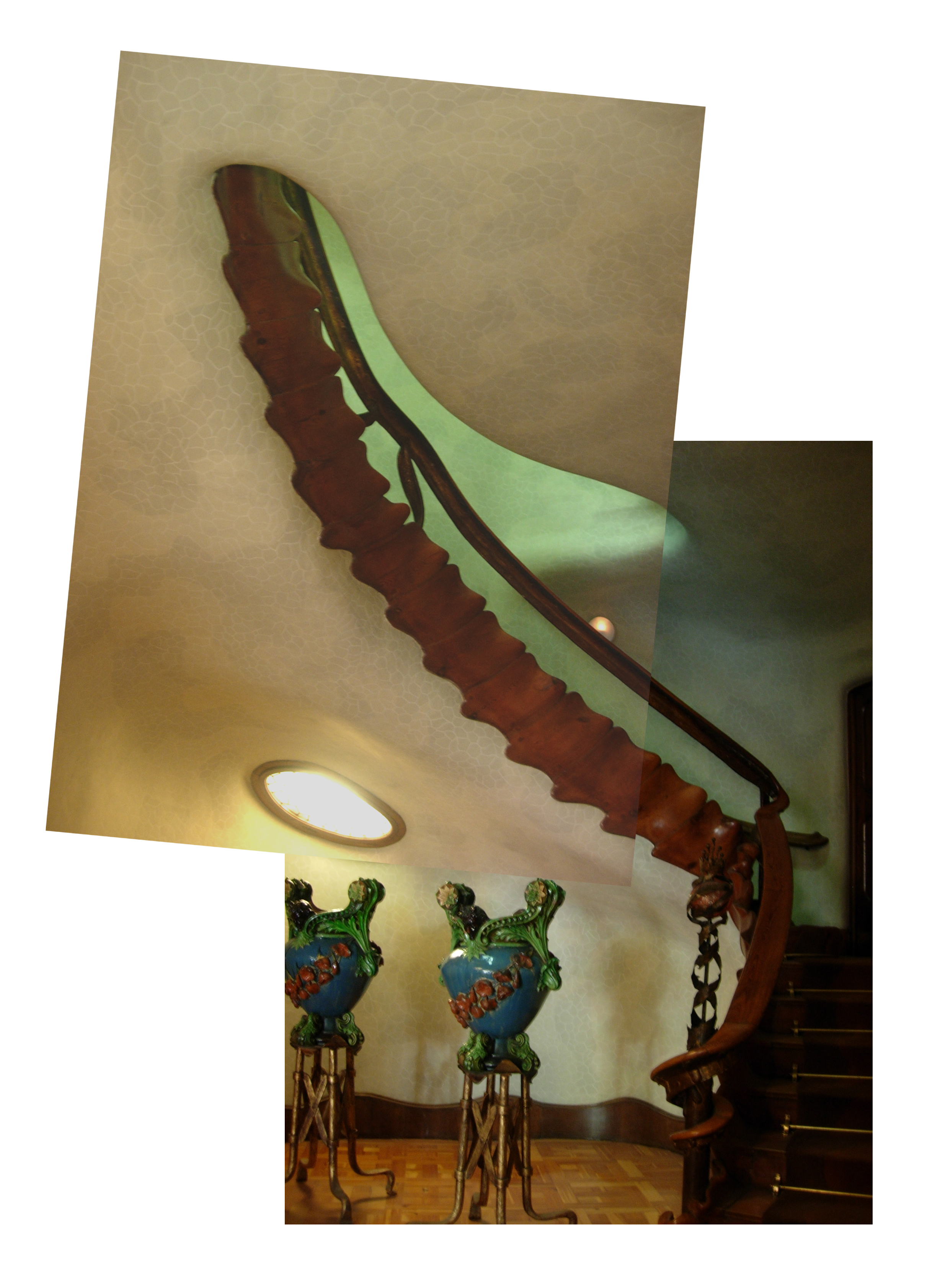
راه‌پلهٔ کازا باتیو
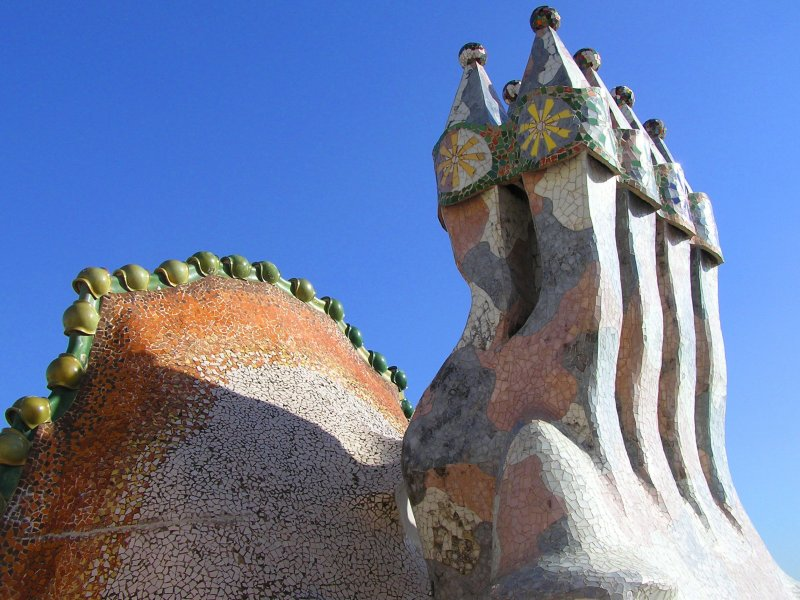
ستون فقرات اژدها و یکی از دودکش‌های پشت‌بام کازا باتیو

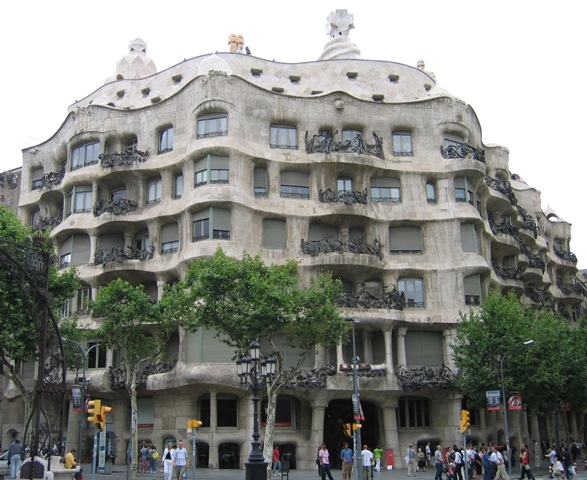
کازا میلا در بارسلون

### کاسا میلا

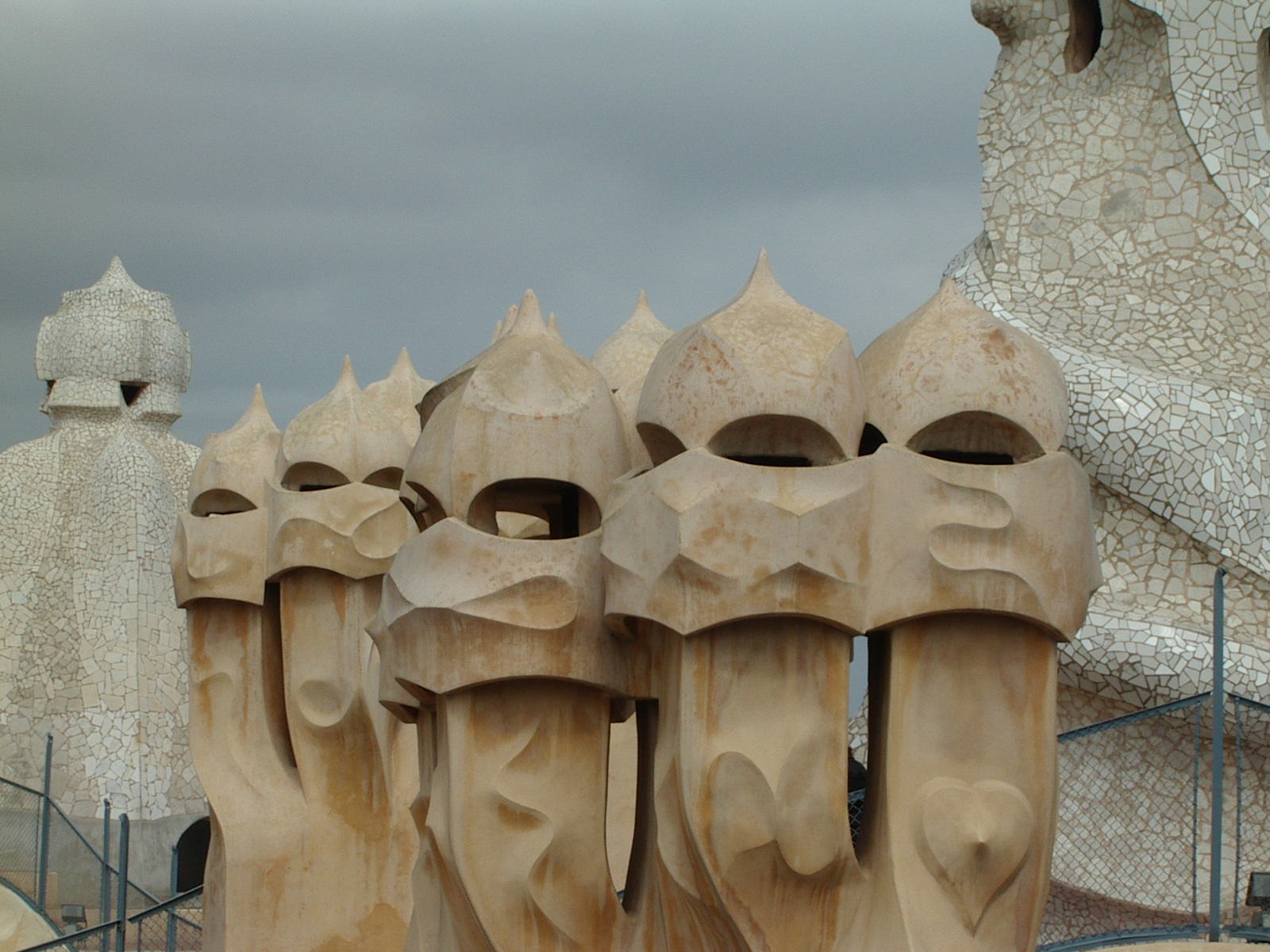
قسمتی از تراس کازا میلا

بسیاری کاسا میا را موفق‌ترین و اصیل‌ترین ساختهٔ غیرمذهبی گائودی می‌دانند. او این بنا را در سال‌های ۱۹۰۶ تا ۱۹۱۰ ساخت. خود گائودی آن را «لایه‌ای از سنگ که گل‌ها و گیاهان روندهٔ بالکن‌هایش به آن غنا بخشیده‌اند و همواره رنگ آن را تغییر می‌دهند» توصیف کرده‌است.
زیبایی و بدعت کاسامیا نه تنها در نمای ساختمان، که در اتاق‌ها و پاسیوهای آن نیز به چشم می‌آیند. دودکش‌ها و مجسمه‌های متعدد روی تراس ساختمان هم از مناظر فراموش‌نشدنی شهر بارسلون است.